# Nabesna-Gletscher
Der Nabesna-Gletscher ist ein Gletscher im Wrangell-St.-Elias-Nationalpark in den Wrangell Mountains im Südosten von Alaska.
Er ist mit einer Länge von 80 km einer der längsten Talgletscher der Erde, die nicht in ein Meer münden.
Der Gletscher fließt von der Ostflanke des 4317 m hohen Mount Wrangell zunächst ostwärts vorbei am Mount Blackburn und den Atna Peaks, wendet sich denn nordwärts und endet in einem Tal knapp 25 km südlich der alten Bergwerkssiedlung Nabesna. Rund 40 Gletscher aus Seitentälern speisen den Nabesna. Sein Schmelzwasser bildet den Nabesna River, der durch das Tetlin National Wildlife Refuge zum Tanana River fließt.
Benannt wurde der Gletscher 1902 von F. C. Schrader vom United States Geological Survey nach dem Fluss, der aus ihm entspringt.